# Union der Aostataler Walsergemeinden

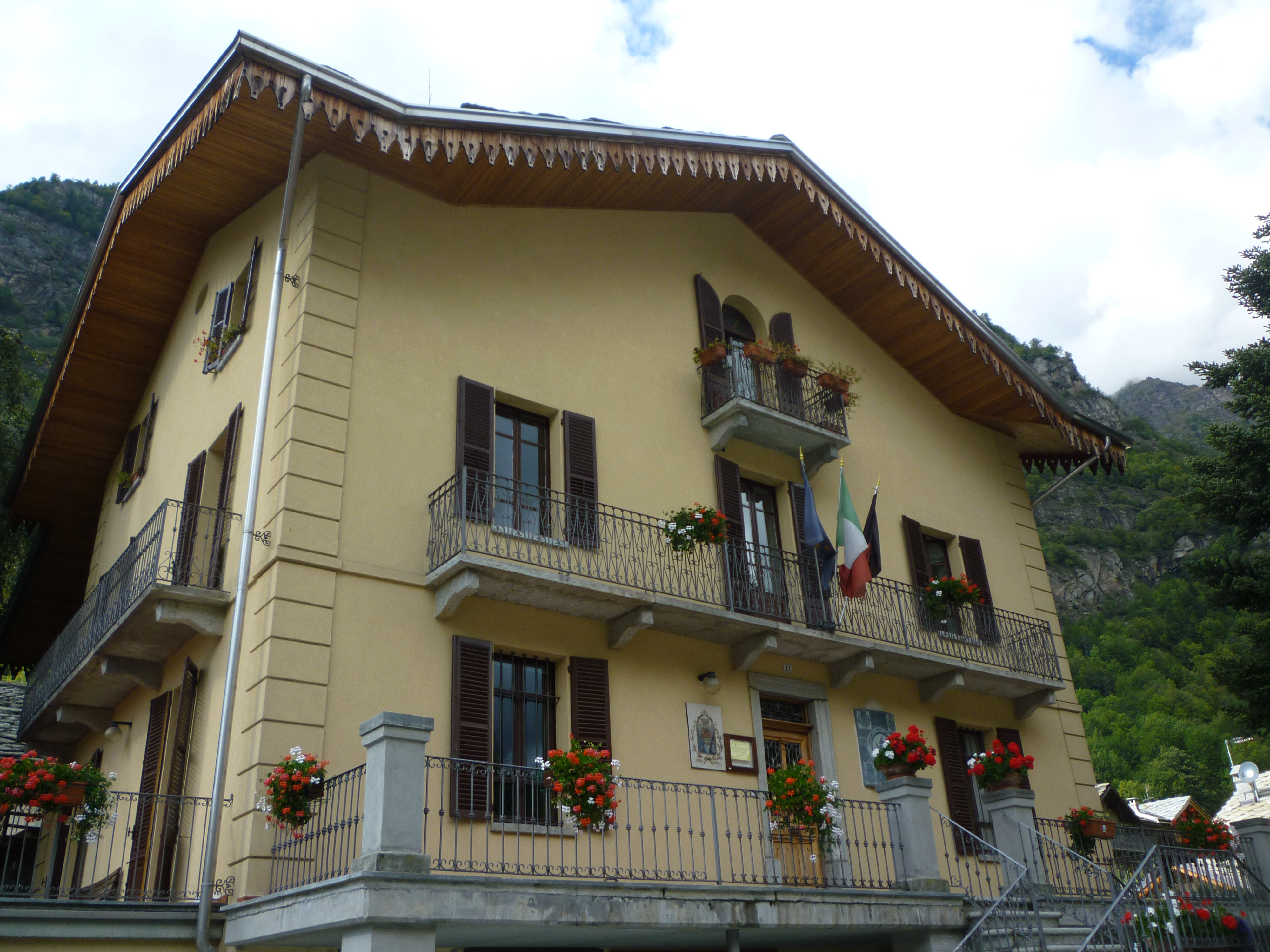
Sitz der Union in Issime

Die Union der Aostataler Walsergemeinden (frz. Unité des communes valdôtaines Walser) ist eine Vereinigung von insgesamt 4 Gemeinden in der italienischen Region Aostatal. Sie wurde von den recht kleinen Gemeinden gebildet, um die wirtschaftliche Entwicklung der Region zu stärken und die Abwanderung der Bevölkerung aufzuhalten. Weitere Aufgaben sind die Stärkung des Tourismus, des Naturschutzes und die Erhaltung der ländlichen Kultur (Walser).
Das Gebiet der Union der Aostataler Walsergemeinden zählt insgesamt etwa 2000 Einwohner.
Die Berggemeinschaft umfasst folgende Gemeinden:
- Gaby
- Gressoney-La-Trinité
- Gressoney-Saint-Jean
- Issime